# DR řada V 60
Lokomotiva řady V 60, po roce 1970 106 Německých říšských drah je čtyřnápravová motorová lokomotiva pro posun a lehčí traťovou službu v nákladní dopravě, s hydrodynamickým přenosem výkonu a spojnicovým pohonem.

## Vznik a vývoj
Kolem roku 1950 začaly DR plánovat pořizování nových typů motorových lokomotiv a jejich postupné zavádění do provozu. Vedle tří typů lokomotiv pro traťovou službu – řady V 100, V 180 a V 240 – se uvažovalo i o lokomotivě s výkonem 440 kW pro středně těžký posun. Plán byl pořídit v letech 1961 – 1975 600 těchto lokomotiv. Později byl dokonce tento požadavek zvýšen na 660. Počítalo se i se zájmem průmyslu (cca 500 lokomotiv) a exportem (100 lokomotiv). Lokomotivy měly mít hydrodynamický přenos výkonu. V provozu měly nahradit především parní lokomotivy řad 89, 91 a 92.
Nová lokomotiva měla mít nápravový tlak pod 15 t, měla být schopná průjezdu obloukem o poloměru 80 m, minimálním poloměrem zaoblení lomu sklonu vydutého 400 m a vypuklého 300 m, k tomu měla mít nízké emise hluku, zejména pro dobrou srozumitelnost zvukových návěstí pro posun, měla být bezpečná pro jízdu posunovačů na stupačkách a měla na čelech umožňovat bezpečný přechod z jedné strany vozidla na druhou. Dále byly požadovány dva rychlostní rozsahy – pro jízdu a pro posun - a možnost jednomužné obsluhy na traťovém výkonu.

### Prototyp
Lokomotivka VEB Lokomotivbau »Karl Marx« (LKM) v Babelsbergu dokončila první prototyp podle zadání DR v roce 1959. Lokomotiva byla označena V 60 1001 a od 5. února byla nasazena do zkušebního provozu. V září 1959 byl dokončen i druhý prototyp – V 60 1002. Lokomotivy byly dlouhodobě nasazeny na posunu na seřaďovacím nádraží v Seddinu a také na mnoha traťových výkonech s nejrůznějším zatížením. Během zkoušek se objevily problémy s motorem, poškození hydrodynamických převodovek, řazení převodů i spojnicového pohonu. Vyřešení těchto problémů poněkud zpozdilo sériovou výrobu.

### Sériová výroba
V roce 1961 byla vyrobena série pěti strojů, na kterých již byly provedeny některé změny vyplývající ze zkušebního provozu prototypů, včetně zesílení rámu. V roce 1962 započala v LKM Babelsberg (někdy se uvádí i zkratka LB nebo LOB) výroba série 163 lokomotiv řady V 60, která byla dokončena v roce 1964. Ačkoliv se lokomotivy osvědčovaly, přesto zde zůstala ještě možnost zlepšení. Na přelomu let 1963/64 dokončili v LKM vylepšenou variantu V 60 1201, kterou představili na lipském jarním veletrhu 1964. Konstrukce lokomotivy byla navržena tak, aby šlo použitím nových celků jednoduše modernizovat i lokomotivy V 6010. Lokomotiva dostala i 5t balast z šedé litiny pro zvýšení tažné síly, stanoviště strojvedoucího bylo rozšířeno na celou šířku rámu a střecha vybíhala až před čelní okna. V rámci plánovaného přerozdělení výroby však byl produkcí dalších lokomotiv této řady pověřen podnik VEB Lokomotivbau Elektrotechnische Werke Hennigsdorf (LEW) Hennigsdorf (nyní součást koncernu Bombardier). Některé lokomotivy řady 106 byly osazeny pantografovým sběračem proudu pro účely kontroly stavu trakčního vedení.
Při přeznačení v roce 1970 dostaly lokomotivy řadové označení 106. V roce 1975 byl dodán stroj 106 999 a jelikož řada 107 již byla obsazena, další lokomotivy nesly řadové označení 105. V roce 1982 byla dodána poslední – 105 165. DR ještě poté odkoupily některé lokomotivy od průmyslu, ty byly označeny také řadou 105 s inventárními čísly 900 a vyššími.
S celkovým počtem 2.256 vyrobených lokomotiv patří řada V 60 k nejpočetnějším řadám evropských normálněrozchodných lokomotiv. Z tohoto množství pouze 188 lokomotiv vyprodukoval LKM (včetně 17 pro průmysl).

### Po sjednocení Německa
K 1. 1. 1992 byla všechna hnací vozidla DR v rámci přípravy na fúzi s DB přeznačena podle schématu DB. Lokomotivám řad 105 a 106 byla nově přidělena řadová označení 345 a 346. Po vzniku DB AG začaly být východoněmecké V 60 (ř. 345 a 346) vytlačovány třínápravovými západoněmeckými V 60 (ř. 362 – 365), a to z důvodu menší opotřebovanosti a možnosti dálkového ovládání. Lokomotivy řad 345 a 346 tak byly postupně vyřazovány z provozu. V roce 2010 provozovala několik těchto strojů divize DB Autozug a dalších několik širokorozchodných lokomotiv ř. 347 stále zůstávalo v provozu v přístavu Mukran. Kromě lokomotiv DB AG zůstává v provozu množství lokomotiv v průmyslu a u privátních dopravců.

## Rekonstrukce

### Řada 347

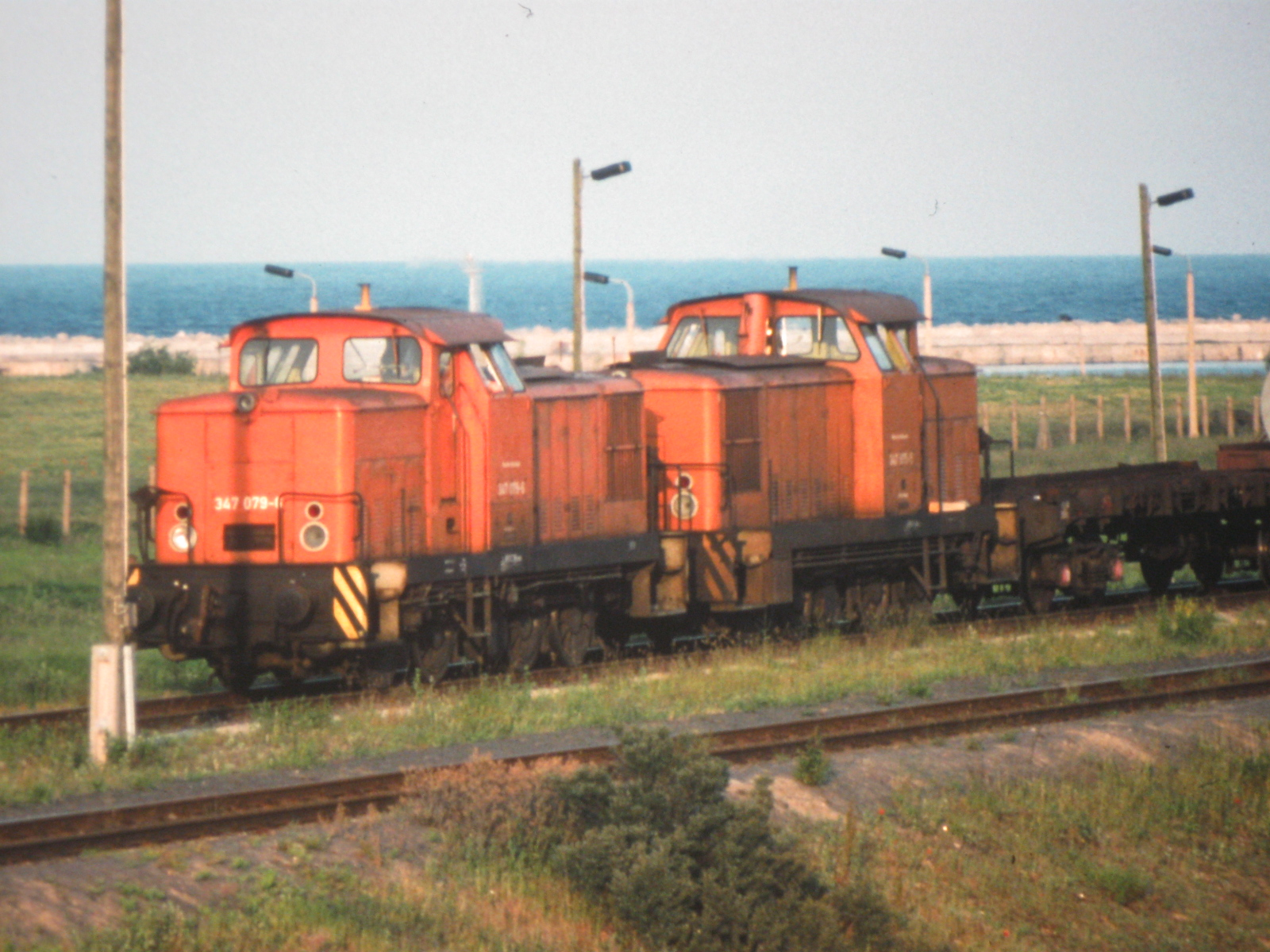
Širokorozchodná ř. 347 v Mukranu - rok 1993

V roce 1986 byl uveden do provozu poslední velký projekt NDR v oblasti dopravy – trajektové spojení Mukran - Klaipėda. V Mukranu vzniklo rozsáhlé přístavní kolejiště se 48 km kolejí normálního rozchodu a 24 km kolejí rozchodu 1520 mm. Pro posun na širokorozchodné části kolejiště bylo upraveno 14 lokomotiv řad 106 a 105. Kromě změny rozchodu, úprav jalového hřídele a brzdy se jednalo i o úpravu pojezdu pro nájezd na trajekt (zlom nivelety koleje 2°), dosazení samočinných spřáhel, dvojčlenného řízení a s tím související protismykové a skluzové ochrany, mazání okolků a ohřev chladicí vody při odstavení. Lokomotivám zůstalo původní označení až do roku 1992, kdy byly označeny zvláštní řadou 347 s ponecháním původních inventárních čísel. Z důvodu poklesu trajektové přepravy jich byla již většina vyřazena.

### Řada 344
Od poloviny 80. let byly hledány cesty ke zvýšení hospodárnosti provozu řady 105/106. V lokomotivě 106 900 byl delší dobu zkoušen šestiválcový motor o výkonu 365 kW. Jeho zástavba však byla příliš náročná, proto se od dalších remotorizací upustilo. Namísto toho byla zvolena cesta snížení výkonu stávajícího motoru na 365 kW při 1100 ot./min. a dosazení nové hydrodynamické převodovky GS 20/4.9 AR z produkce Strömungsmaschinenbau Dresden. Nová převodovka byla elektronicky řízená a obsahovala pouze dva měniče – pro rozjezd a jízdu. Maximální rychlost klesla z důvodu nižšího výkonu motoru na 44 km/h. Očekávané snížení spotřeby paliva činilo asi 15 t ročně. Upravená lokomotiva 106 736 dostala nové označení 104 736 (od 1. 1. 1992 344 736). V letech 1991 – 1997 bylo takto upraveno v dílnách v Saské Kamenici celkem 83 vozidel. Mezitím se ale změnil názor DB, která upřednostnila univerzální použitelnost před omezením spotřeby a do konce roku 2002 všechny upravené lokomotivy řady 344 vyřadila.

## Řada V 60 v Československu
Pro potřeby průmyslu bylo do Československa dovezeno celkem 144 těchto lokomotiv, v roce 1995 byly zbylé stroje přečíslovány na řadu 716.

## V 60 v Bulharsku

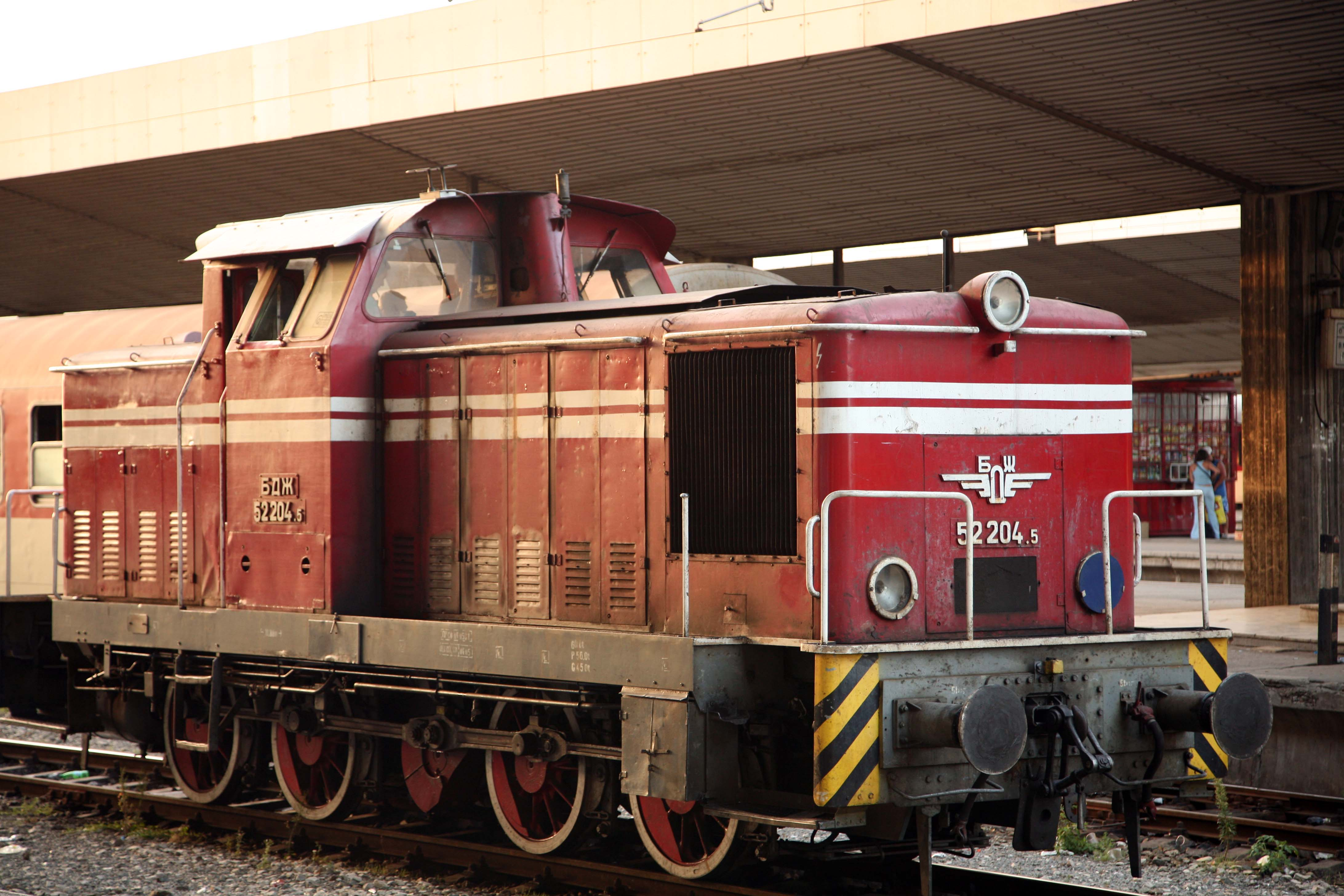
V 60 jako 52 204 BDŽ

V letech 1965 - 1986 exportoval závod LEW "Hans Beimler" 293 lokomotiv typu V 60 do Bulharska. Z toho 127 lokomotiv V 60 zakoupily BDŽ, ostatní bulharský průmysl. Lokomotivy byly označeny řadou 52 s inventárními čísly 001 - 293.

## Konstrukce
Lokomotiva V 60 je dieselová lokomotiva s hydraulickým přenosem výkonu, s rámovým čtyřnápravovým pojezdem, kapotového uspořádání s lehce asymetricky umístěným vyvýšeným stanovištěm strojvedoucího. Svařovaný hlavní rám je velmi stabilní konstrukce, aby mohl snášet nárazy při posunu bez deformací. Čelníky jsou jako díly podléhající opotřebení snadno vyměnitelné. Také horní deska s potřebnými otvory je k rámu přivařena.

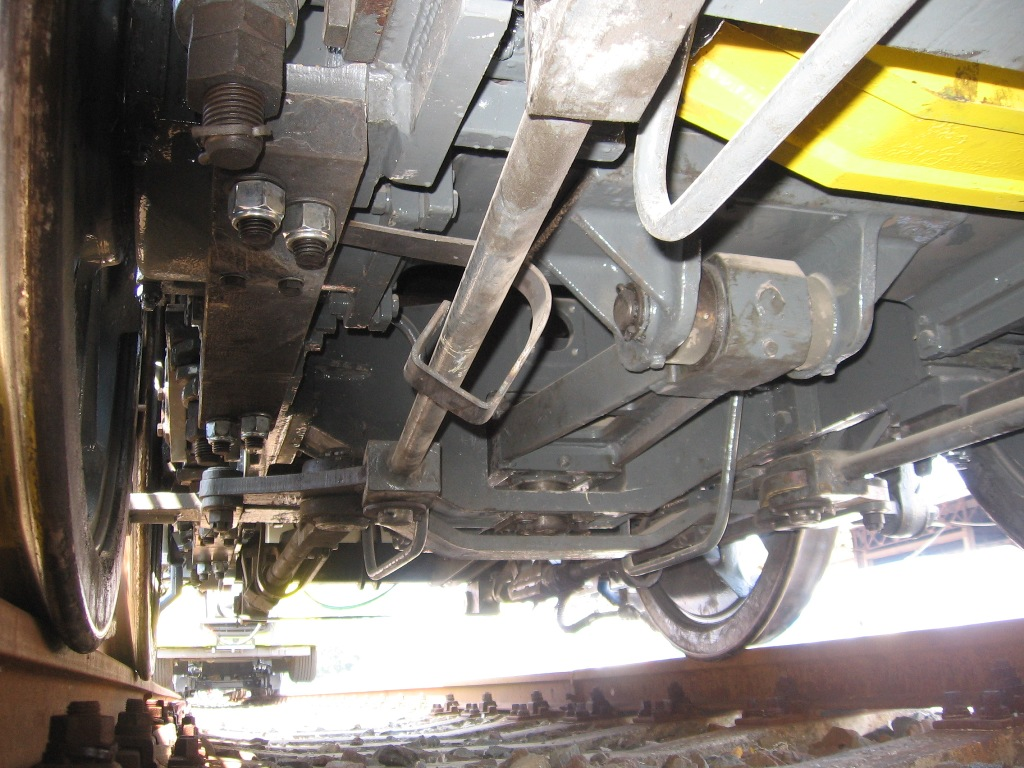
Beugniotova páka v pojezdu V 60

Pojezd tvoří čtyři hnací dvojkolí spojená po dvojicích Beugniotovými pákami, příčný posuv všech dvojkolí je 25 mm. Dvojkolí jsou odpružena listovými pružnicemi. Kabina strojvedoucího se nachází nad třetí nápravou. V přední, delší kapotě je umístěn chladič, motor a rozvodovka s připojeným dynamostartérem a generátorem ventilátoru, zadní kapota obsahuje palivovou nádrž, vzduchojemy a baterie. Hydrodynamická převodovka typu měnič-spojka-spojka s připojenou dvourychlostní reverzační převodovkou je umístěna pod podlahou kabiny.
Pohon lokomotivy obstarává dvanáctiválcový nepřeplňovaný komůrkový motor typu 12 KVD 18/21 z produkce berlínského VEB Motorenwerks Johannistal. Stejný motor, ale v přeplňované verzi, je použit i u řad V 100 a V 180. Motor je seřízen na 478 kW (650 PS) při 1500 ot./min. K motoru je připojena již zmíněná rozvodovka a přes pružnou spojku a krátký kloubový hřídel hydrodynamická převodovka GRS 12/5,1, resp. od roku 1970 GRS 12/5,2 stejných rozměrů, zaměnitelná s původním typem. Převodovka obsahuje měnič a dvě spojky, plnění probíhá automaticky v závislosti na rychlosti. K hydrodynamické převodovce je připojena přes přírubu mechanická dvourychlostní reverzační převodovka s možností volby převodu pro posun (max. 30 km/h) a trať (max. 60 km/h). Od ní se přes ozubená kola pohání jalový hřídel, který se nachází mezi 2. a 3. nápravou a je propojen spojnicemi se všemi dvojkolími.
Lokomotiva je vybavena samočinnou tlakovou brzdou Knorr, přídavnou brzdou a ruční brzdou působící na všechna kola. Všechna kola jsou obrzděna jednostranně špalíkovou brzdou.

## Zachované stroje V 6010
- V 60 1001 – od roku 1983 Dopravní muzeum v Drážďanech, deponována v Saském železničním muzeu v Chemnitz – Hilbersdorfu
- 346.100 – poslední odstavená v lednu 1996 z provozu, nyní muzejní 388 605 v depu Arnstadt

Dále jsou zachovány stroje V 60 1067, 1068, 1078, 1095 a 1120.